# Bill Ward
 Der er for få eller ingen kildehenvisninger i denne artikel, hvilket er et problem. Du kan hjælpe ved at angive troværdige kilder til de påstande, som fremføres i artiklen.

William Thomas "Bill" Ward (født 5. maj 1948 i Aston, Birmingham, England) er en engelsk trommeslager, der i flere perioder har spillet i den britiske heavy metal-gruppe Black Sabbath. Han var med til at danne gruppen sent i 1960'erne, blev fyret i 1980, men er senere vendt tilbage ved flere lejligheder. 
Efter at gruppen havde bedt Ward om at overbringe Ozzy Osbourne nyheden om, at han skulle forlade gruppen, blev Ward depressiv og afhængig af alkohol og diverse andre stoffer. Efter at havde forladt gruppen, forsøgte Ward at begå selvmord flere gange, uden succes. Ward har været med i begge af Black Sabbaths "reunion"-turnéer, i 1997 og 2004.